# Система рейтингов Украинской киноассоциации
Система визуальных обозначений категорий просмотра киновидеопродукции — принятая на Украине система оценки содержания фильма или иной телепередачи (сериалов, некоторых других передач) телеканалом до его показа и определения наиболее подходящей возрастной категории для этого фильма. Возрастную категорию фильма телеканал определяет по своему усмотрению, поэтому при показе того или иного фильма на двух разных каналах может стоять разное обозначение. Система имеет некоторое сходство с применявшейся на платных телеканалах семейства Viasat на рубеже 2000-2010-х годов системой маркировки возрастных рейтингов для показа фильмов.
Система вступила в силу 6 мая 2016 года и используется в настоящее время. Соответствующее решение № 306 от 10 марта 2016 года опубликовано в издании «Официальный вестник Украины» № 33 от 6 мая.
По этой системе, для всех транслируемых фильмов и программ создана обязательная маркировка, с помощью которой можно определять возрастную категорию фильма: 0+, 12+, 16+ и 18+.

## Категории киновидеопродукции
| Категория | Обозначение | Ограничения по возрасту                                                                                            | Ограничения по времени эфира |
| I         | 0+          | Без возрастных ограничений                                                                                         | Круглосуточно                |
| II        | 12+ 16+     | Просмотр несовершеннолетними до указанного на цензе возраста разрешён в присутствии родителей либо с их разрешения | Круглосуточно 22:00—06:00    |
| III       | 18+         | Просмотр рекомендуется только совершеннолетними зрителями                                                          | 00:00—05:00                  |
| --------- | ----------- | --- | ---------------------------- |

Любой фильм должен получить одну из трёх категорий обозначениями в правом нижнем углу экрана — 12+, 16+ и 18+.

### 0+
Эта категория означает, что фильм можно смотреть зрителям любого возраста и возрастных ограничений нет. Не допускается эстетизированная демонстрация обнажённого тела, жестокости, насилия, употребления наркотиков без излишнего натурализма, грубой лексики, показ секса и сцен катастроф, которые не поддаются обоснованию для детского и подросткового возраста.

### 12+ и 16+
Эти категории «12+» (круглосуточно) и «16+» (с 22:00 до 06:00) означают, что передача или фильм для самостоятельного просмотра несовершеннолетними до указанных возрастов (12 и 16 лет) не рекомендуется по определённым причинам, поэтому им просмотр этого фильма рекомендуется только с родителями. В этой категории допускается демонстрация обнажённого тела, драки, использование оружия без чрезмерного кровопролития, использование грубых слов и ненормативной лексики, употребление наркотиков. Однако степень насилия в фильмах этой категории всё же ограничена. Поэтому фильмы этой категории являются фильмами с ограничениями, хотя в этих фильмах могут затрагиваться проблемы нетрадиционных сексуальных отношений — при условии, что они решаются корректно и только на вербальном уровне.

### 18+
Фильмы этой категории предназначены только для взрослых и осуществляются с 00:00 до 05:00. В этих фильмах допускаются половые акты (действия сексуального характера), сцены насилия, жестокости, употребление наркотиков и непристойной лексики. Появление на экране этой категории ещё не означает, что фильм откровенно порнографический или откровенно опасен для просмотра. Это означает, что просмотр этого фильма запрещается лицам младше 18 лет и родителям рекомендуется не допускать своих детей к просмотру этого фильма во избежание нарушения психики.
До мая 2016 года все три категории фильмов обозначались зелёным кругом, жёлтым треугольником и красным квадратом соответственно.